# ČZ 98 (1933–1936)
ČZ 98 byl lehký československý motocykl vyráběný Českou zbrojovkou ve Strakonicích. Bezrychlostní ČZ 98 byla s různými inovacemi úspěšně vyráběna do roku 1936, během této doby jich brány závodu opustilo 3822 kusů.

## Historie
Po úspěchu motokola ČZ 76 připravili konstruktéři strakonické zbrojovky nový typ se zcela novým motorem o objemu 98 cm³, který byl inspirován anglickou konkurencí. Rám se od ČZ 98 příliš nelišil, vyráběla se i dámská verze se sníženým rámem. Tehdy platná legislativa zvýhodňovala motorová kola do 100 cm³ se šlapadly osvobozením od silniční daně a nevyžadovala pro jejich řízení vůdčí list.

## Typy

### Podrámová typ 1
První typ (označovaný jako „podrámová typ 1“) byl vyráběn v letech 1933–1934 a měl pouze jednu rychlost. Přední vidlice byla vahadlová. 

### Podrámová typ 2
V letech 1934–1936 se vyráběl druhý typ (označovaný jako „podrámová typ 2“). Ten se od prvního lišil několika maličkostmi, jako byl upravený tvar rámu pod sedlem a s tím i jiné uchycení sedla, přední vidlice lisovaná a podobně. V obou případech se jednalo o motokola (tj. jízdní kolo s motorem).

## Technické parametry
- Rám: motokolo
- Pohotovostní hmotnost: 43 kg
- Maximální rychlost: 45 km/h
- Spotřeba paliva: 2 l/100 km
- Užitečná hmotnost:

## Fotogalerie

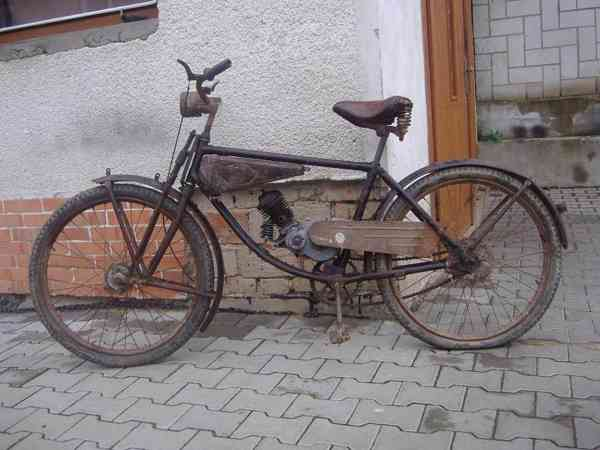
ČZ 98 podrámová, typ 1
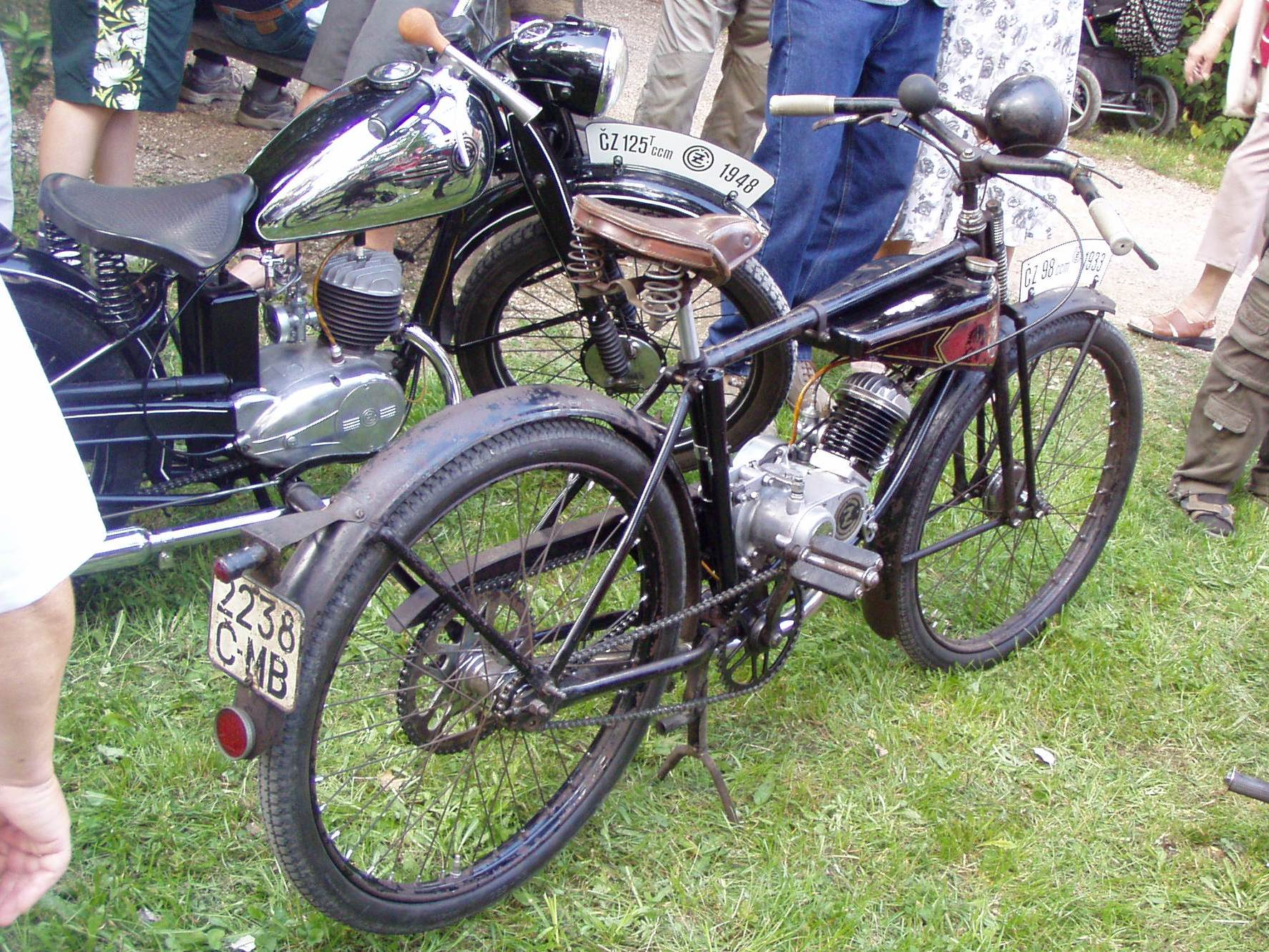
ČZ 98 (1933), podrámová, typ 1
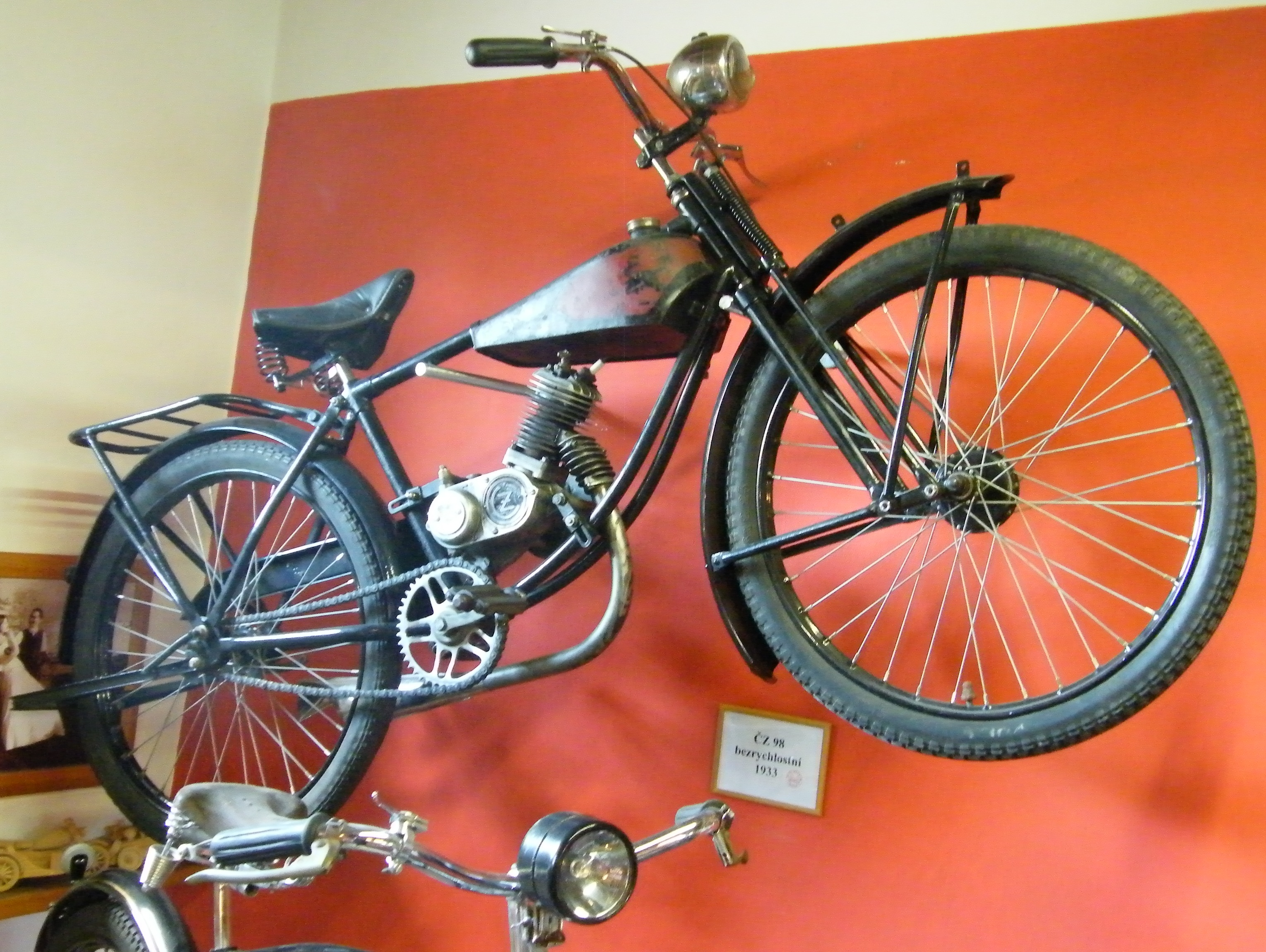
ČZ 98 (1933), typ 1
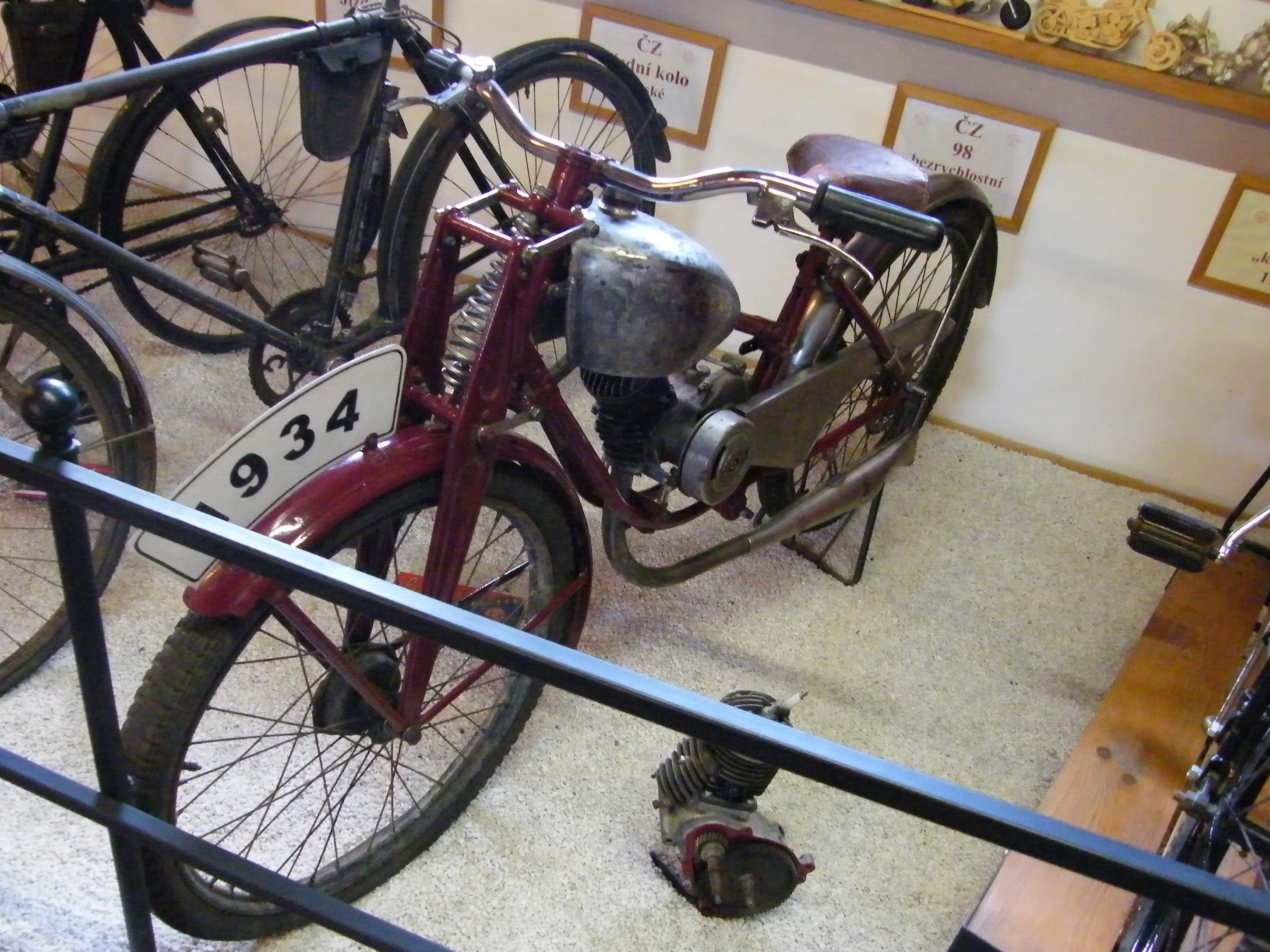
ČZ 98 Lady - dámský typ 2 s nadrámovou nádrží
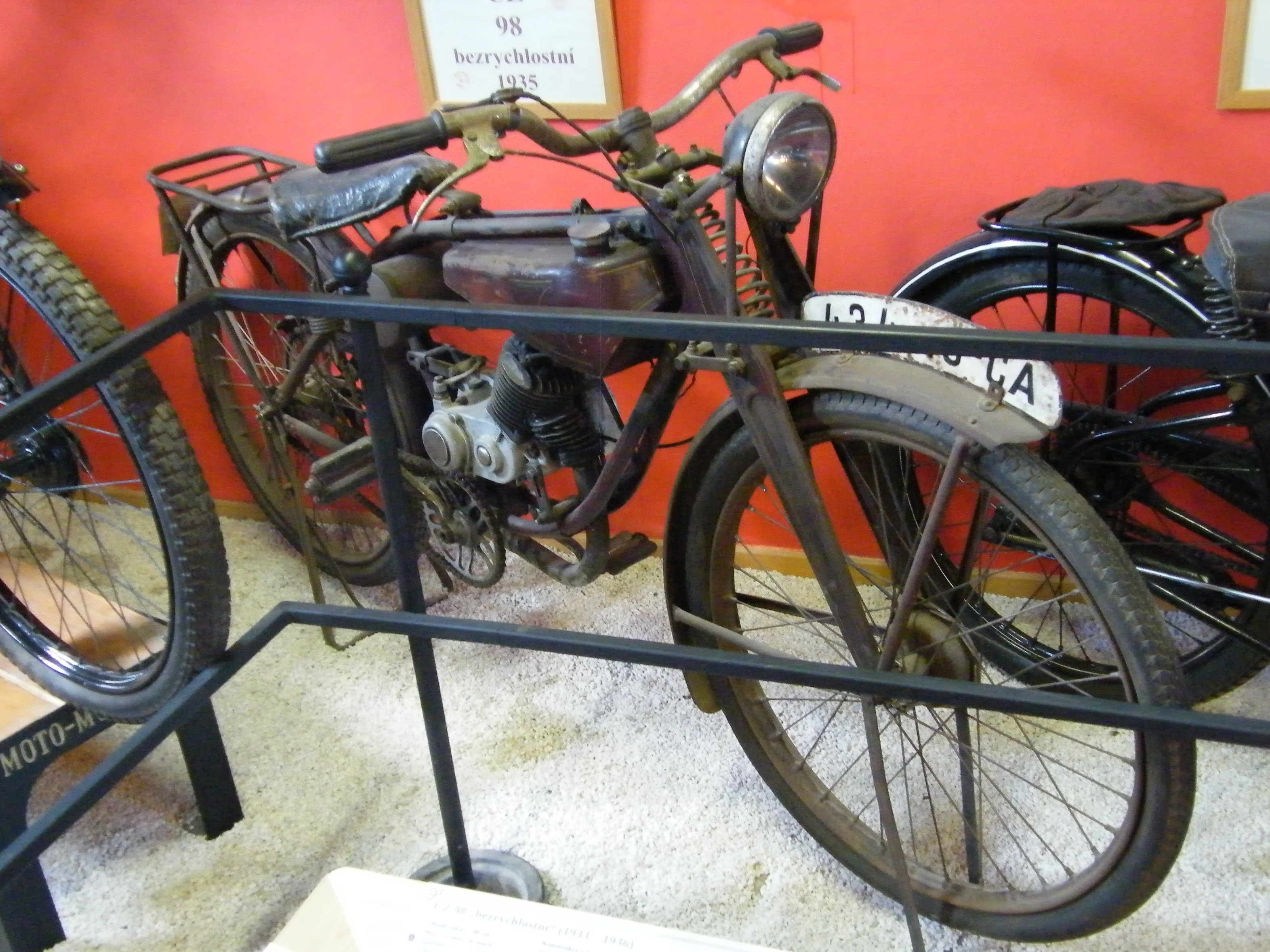
ČZ 98 (1935), typ 2